# Final de la Liga de Campeones de la OFC 2015
La final de la Liga de Campeones de la OFC 2015 fue el último partido de dicha competición y el que decidió al campeón y representante de la Confederación de Fútbol de Oceanía en la Copa Mundial de Clubes de la FIFA 2015. Se disputó en el ANZ Stadium de Suva, Fiyi; estadio que junto con el Govind Park de Ba fue sede de la competición.
El Auckland City y el Team Wellington, ambos de Nueva Zelanda, fueron los equipos que alcanzaron la instancia. Tras el empate 1-1 en tiempo reglamentario, el elenco de Auckland se impuso por penales 4-3 y obtuvo su quinto título continental consecutivo y el séptimo en total. Fue la primera final del torneo oceánico que se definió por penales desde la final de 1987 que disputaron el Adelaide City y el University-Mount Wellington, y también la primera que involucró a dos clubes de un mismo país desde que en 2013 se vieran las caras el Auckland City y el Waitakere United.
| Bandera de Nueva Zelanda | vs. | Bandera de Nueva Zelanda |
| Auckland City 1 (4)      | vs. | Team Wellington 1 (3)    |

## Resumen
A los 14 minutos del primer tiempo el Auckland City se puso en ventaja luego de que João Moreira capitalizara el penal que los Navy Blues habían recibido. Cercano al final del cotejo, a los 79, Ian Hogg estampó el empate para el Team Wellington, lo que extendió el partido al alargue. Allí, Michael O'Keeffe, el arquero wellingtoniano, le atajó un penal a Darren White y mantuvo la igualdad, mientras que Chris Bale fue expulsado por el lado de Tee Dubs.
En el tiempo complementario no se modificó la igualdad y el partido se debió definir por penales.
En los penales, Tamati Williams le contuvo el remate a Luis Corrales y O'Keeffe hizo lo propio con el de Ángel Berlanga. Al llegar al quinto y último tiro, Ian Hogg tiró el balón por encima del travesaño y le dio el título al Auckland City.

## Camino a la final

### Auckland City
| Fecha                                                                | Fase      | Sede              | Equipo                   | Equipo        | Resultado | Equipo                     | Equipo         |
| -------------------------------------------------------------------- | --------- | ----------------- | ------------------------ | ------------- | --------- | -------------------------- | -------------- |
| 11 de abril                                                          | Grupo B   | ANZ Stadium, Suva | Bandera de Nueva Zelanda | Auckland City | 3 - 0     | Bandera de Fiyi            | Suva           |
| 14 de abril                                                          | Grupo B   | ANZ Stadium, Suva | Bandera de Nueva Zelanda | Auckland City | 3 - 0     | Bandera de Islas Salomón   | Western United |
| 18 de abril                                                          | Grupo B   | ANZ Stadium, Suva | Bandera de Vanuatu       | Amicale       | 0 - 3     | Bandera de Nueva Zelanda   | Auckland City  |
| Auckland City avanzó a semifinales primero de su grupo con 9 puntos. |           |                   |                          |               |           |                            |                |
| 26 de abril                                                          | Semifinal | ANZ Stadium, Suva | Bandera de Nueva Zelanda | Auckland City | 1 - 0     | Bandera de Nueva Caledonia | Gaïtcha        |

### Team Wellington
| Fecha                                                                  | Fase      | Sede              | Equipo                        | Equipo          | Resultado | Equipo                        | Equipo          |
| ---------------------------------------------------------------------- | --------- | ----------------- | ----------------------------- | --------------- | --------- | ----------------------------- | --------------- |
| 12 de abril                                                            | Grupo C   | ANZ Stadium, Suva | Bandera de Nueva Zelanda      | Team Wellington | 2 - 1     | Bandera de Polinesia Francesa | Tefana          |
| 15 de abril                                                            | Grupo C   | ANZ Stadium, Suva | Bandera de Papúa Nueva Guinea | Hekari United   | 0 - 2     | Bandera de Nueva Zelanda      | Team Wellington |
| 17 de abril                                                            | Grupo C   | ANZ Stadium, Suva | Bandera de Vanuatu            | Tafea           | 2 - 3     | Bandera de Nueva Zelanda      | Team Wellington |
| Team Wellington avanzó a semifinales primero de su grupo con 9 puntos. |           |                   |                               |                 |           |                               |                 |
| 26 de abril                                                            | Semifinal | ANZ Stadium, Suva | Bandera de Nueva Zelanda      | Team Wellington | 2 - 0     | Bandera de Fiyi               | Ba              |

## Ficha del partido
| 1          | Guardameta     | Tamati Williams  |     |
| 9          | Defensa        | Darren White     |     |
| 2          | Defensa        | Marko Dordevic   |     |
| 5          | Defensa        | Ángel Berlanga   |     |
| 3          | Defensa        | Tayuka Iwata     |     |
| 4          | Centrocampista | Mario Bilen      |     |
| 15         | Centrocampista | Ivan Vicelich    | 98' |
| 13         | Centrocampista | Iván Carril      | 89' |
| 10         | Delantero      | Ryan de Vries    |     |
| 17         | Delantero      | João Moreira     | 85' |
| 19         | Delantero      | David Browne     |     |
| Entrenador | Entrenador     | Ramon Tribulietx |     |

| 1          | Guardameta     | Michael O'Keefe |     |
| 16         | Defensa        | Justin Gulley   |     |
| 3          | Defensa        | Aaron Scott     | 78' |
| 5          | Defensa        | Bill Robertson  |     |
| 12         | Defensa        | Ian Hogg        |     |
| 13         | Centrocampista | Alex Feneridis  |     |
| 19         | Centrocampista | Chris Bale      |     |
| 8          | Centrocampista | Cole Peverley   |     |
| 10         | Delantero      | Luis Corrales   |     |
| 11         | Delantero      | Michael Gwyther |     |
| 2          | Delantero      | Tom Jackson     | 33' |
| Entrenador | Entrenador     | Matt Calcott    |     |

| 20 | Delantero      | Gustavo Souto | 85' |
| 16 | Centrocampista | Dae-Wook Kim  | 89' |
| 12 | Centrocampista | Adam McGeorge | 98' |

| 6  | Delantero | Sean Lovemore | 33' |
| 15 | Defensa   | Tim Myers     | 78' |

| Anotado | 15' | João Moreira | 1-0 |

| Anotado | 79' | Ian Hogg | 1-1 |

| Amonestado | 41'  | Iván Carril  |
| Amonestado | 78'  | David Browne |
| Amonestado | 108' | Mario Bilen  |

| Amonestado | 33'  | Michael Gwyhter |
| Amonestado | 38'  | Alex Feneridis  |
| Amonestado | 73'  | Ian Hogg        |
| Amonestado | 98'  | Sean Lovemore   |
| Expulsado  | 112' | Chris Bale      |

| Marko Dordevic | Acierto de penal         | 1:0 |                           |                |
|                |                          | 1:1 | Acierto de penal          | Alex Feneridis |
|                |                          |     |                           |                |
| Ángel Berlanga | Fallo de penal (Atajado) | 1:1 |                           |                |
|                |                          | 1:1 | Fallo de penal (Atajado)  | Luis Corrales  |
| Adam McGeorge  | Acierto de penal         | 2:1 |                           |                |
|                |                          | 2:2 | Acierto de penal          | Cole Peverley  |
| David Browne   | Acierto de penal         | 3:2 |                           |                |
|                |                          | 3:3 | Acierto de penal          | Justin Gulley  |
| Dae-Wook Kim   | Acierto de penal         | 4:3 |                           |                |
|                |                          | 4:3 | Fallo de penal (Desviado) | Ian Hogg       |

| Árbitro        | Norbert Hauata  |
| Asistentes     | Tevita Makasini |
| Asistentes     | Paul Ahupu      |
| Cuarto árbitro | Robinson Banga  |

| 1          | Guardameta     | Tamati Williams  |     |
| 9          | Defensa        | Darren White     |     |
| 2          | Defensa        | Marko Dordevic   |     |
| 5          | Defensa        | Ángel Berlanga   |     |
| 3          | Defensa        | Tayuka Iwata     |     |
| 4          | Centrocampista | Mario Bilen      |     |
| 15         | Centrocampista | Ivan Vicelich    | 98' |
| 13         | Centrocampista | Iván Carril      | 89' |
| 10         | Delantero      | Ryan de Vries    |     |
| 17         | Delantero      | João Moreira     | 85' |
| 19         | Delantero      | David Browne     |     |
| Entrenador | Entrenador     | Ramon Tribulietx |     |

| 1          | Guardameta     | Michael O'Keefe |     |
| 16         | Defensa        | Justin Gulley   |     |
| 3          | Defensa        | Aaron Scott     | 78' |
| 5          | Defensa        | Bill Robertson  |     |
| 12         | Defensa        | Ian Hogg        |     |
| 13         | Centrocampista | Alex Feneridis  |     |
| 19         | Centrocampista | Chris Bale      |     |
| 8          | Centrocampista | Cole Peverley   |     |
| 10         | Delantero      | Luis Corrales   |     |
| 11         | Delantero      | Michael Gwyther |     |
| 2          | Delantero      | Tom Jackson     | 33' |
| Entrenador | Entrenador     | Matt Calcott    |     |

| 20 | Delantero      | Gustavo Souto | 85' |
| 16 | Centrocampista | Dae-Wook Kim  | 89' |
| 12 | Centrocampista | Adam McGeorge | 98' |

| 6  | Delantero | Sean Lovemore | 33' |
| 15 | Defensa   | Tim Myers     | 78' |

| Anotado | 15' | João Moreira | 1-0 |

| Anotado | 79' | Ian Hogg | 1-1 |

| Amonestado | 41'  | Iván Carril  |
| Amonestado | 78'  | David Browne |
| Amonestado | 108' | Mario Bilen  |

| Amonestado | 33'  | Michael Gwyhter |
| Amonestado | 38'  | Alex Feneridis  |
| Amonestado | 73'  | Ian Hogg        |
| Amonestado | 98'  | Sean Lovemore   |
| Expulsado  | 112' | Chris Bale      |

| Marko Dordevic | Acierto de penal         | 1:0 |                           |                |
|                |                          | 1:1 | Acierto de penal          | Alex Feneridis |
|                |                          |     |                           |                |
| Ángel Berlanga | Fallo de penal (Atajado) | 1:1 |                           |                |
|                |                          | 1:1 | Fallo de penal (Atajado)  | Luis Corrales  |
| Adam McGeorge  | Acierto de penal         | 2:1 |                           |                |
|                |                          | 2:2 | Acierto de penal          | Cole Peverley  |
| David Browne   | Acierto de penal         | 3:2 |                           |                |
|                |                          | 3:3 | Acierto de penal          | Justin Gulley  |
| Dae-Wook Kim   | Acierto de penal         | 4:3 |                           |                |
|                |                          | 4:3 | Fallo de penal (Desviado) | Ian Hogg       |

| Árbitro        | Norbert Hauata  |
| Asistentes     | Tevita Makasini |
| Asistentes     | Paul Ahupu      |
| Cuarto árbitro | Robinson Banga  |

| Bandera de Nueva Zelanda        |
| Campeón Auckland City 7º título |